# Aragoneses
Aragoneses es una localidad española del municipio de Santa María la Real de Nieva, perteneciente a la provincia de Segovia, en la comunidad autónoma de Castilla y León. Ubicada en el territorio de la Campiña Segoviana, está a una distancia de 28 km de Segovia, la capital provincial. 
Hasta 1969, cuando se agregó al municipio de Santa María la Real de Nieva, estaba constituido como municipio independiente.

## Historia
Este pueblo fue fundado durante la repoblación castellana del s XII por gentes del norte, aragoneses, navarros y riojanos principalmente.  
La intervención de Alfonso I el Batallador, rey de Aragón, (1104-1134) casado con Doña Urraca, reina de Castilla,  influyó en la repoblación de esta parte del Alfoz segoviano. Perteneció al sexmo de Santa Olalla y a su vez a la división territorial de la “cuadrilla” de Nieva con otras localidades: “Nieva, Valisa, Tabladillo, Pinilla-Ambroz, Pascuales, Bernardos, Migueláñez y los lugares hoy desaparecidos de Carrascal de Gumiel, Pinillos de Prestaño, El Aguila y Nievecilla” o Villafría entre Aragoneses y Paradinas.

## Demografía
| Gráfica de evolución demográfica de Aragoneses entre 1842 y 1960 |
| |
| Población de derecho según los censos de población del INE Población de hecho según los censos de población del INEEntre el censo de 1970 y el anterior, este municipio desaparece porque se integra en el municipio 40185 (Santa María la Real de Nieva) |

| 261           | 56 | 52 | 50 | 47 | 41 | 41 | 37 | 37 | 37 | 35 | 30 | 30 |
| (Fuente: INE) |    |    |    |    |    |    |    |    |    |    |    |    |

| Año  | Total | Varones | Mujeres |
| ---- | ----- | ------- | ------- |
| 2000 | 56    | 32      | 24      |
| 2001 | 54    | 31      | 23      |
| 2002 | 52    | 31      | 21      |
| 2003 | 51    | 29      | 22      |
| 2004 | 50    | 31      | 19      |
| 2005 | 50    | 30      | 20      |
| 2006 | 47    | 28      | 19      |
| 2007 | 43    | 27      | 16      |
| 2008 | 41    | 25      | 16      |
| 2009 | 42    | 26      | 16      |
| 2010 | 41    | 26      | 15      |
| 2011 | 38    | 23      | 15      |
| 2012 | 37    | 23      | 14      |
| 2013 | 34    | 21      | 13      |
| 2014 | 37    | 23      | 14      |
| 2015 | 36    | 23      | 13      |
| 2016 | 37    | 23      | 14      |
| 2017 | 34    | 23      | 11      |
| 2018 | 35    | 24      | 11      |
| 2019 | 32    | 22      | 10      |
| 2020 | 30    | 21      | 9       |
| 2021 | 26    | 18      | 8       |

## Patrimonio
A nivel de monumentos destaca en lo alto de una loma y presidiendo el caserío la iglesia de Santo Domingo de Silos.
Levantada sobre un templo primitivo, como se aprecia en las antiguas portadas de ladrillo después cegadas e integradas en el muro, tiene planta de cruz latina con obra de mampostería y parte de sillería en la torre de dos cuerpos con campanario. Está datada hacia 1550 y tiene elementos platerescos como se aprecia en la cornisa decorada del campanario. Una de las campanas proviene del despoblado de Villafría. La escalera de la torre es de caracol en piedra caliza. El retablo lo preside la imagen del santo titular. También hay una cruz de madera relicario y retablos laterales con algunas obras de interés. Están expuestos restaurados los antiguos yugos de las campanas realizados en hierro.

## Fiestas
- Fiestas de Nuestra Señora y San Roque, 15 de agosto, se celebra la fiesta de San Roque con la subasta de los palos;
- Santo Domingo de Silos, 20 de diciembre.